# Xylophanes ockendeni
Xylophanes ockendeni är en fjärilsart som beskrevs av Rothschild 1904. Xylophanes ockendeni ingår i släktet Xylophanes och familjen svärmare. Inga underarter finns listade i Catalogue of Life.